# Musculus puboanalis

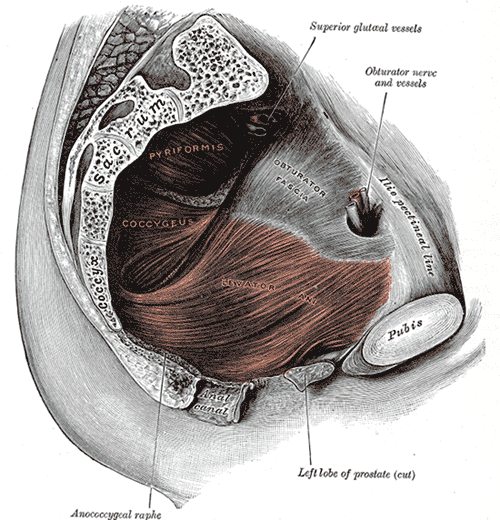
A medence izmai (a musculus puboanalis nincs jelölve)

A musculus puboanalis egy apró izom az ember medencéjénél a végbél környékén.

## Eredés, tapadás, elhelyezkedés
A musculus levator ani része. A levator ani legalsó rostjaiból alakul ki. A canalis analist alakítja ki egy másik izommal. 

## Funkció
A canalis analis mozgatásában vesz részt. Több izommal együtt működve részt vesz a záróizmok mozgatásában.

## Beidegzés, vérellátás
A nervus pudendus és a plexus sacralis idegzi be. Az arteria glutea inferior és az arteria pudenda externa profunda látja el vérrel.

## Külső hivatkozások
- Definíció
- Primal 3D Interactive Pelvis & Perineum